# Attilia Boschetti
Attilia Boschetti Lombini (Savignano sul Rubicone, 26 de diciembre de 1946) es una actriz italiana nacionalizada peruana.

## Biografía
En 1964 entró a estudiar actuación en el Centro Experimental de Cinematografía de Roma, culminó sus estudios en 1966 graduándose como actriz. Empezó su carrera en 1977 con el montaje La casa de Bernarda Alba, bajo la dirección del uruguayo Marcelino Duffau y producción del TNP (Teatro Nacional Popular) en Perú. Debutó en la televisión participando en el show de Tulio Loza y diversos programas cómicos de América Televisión.
En 1985 participó en la telenovela Carmín, del director Luis Llosa para Panamericana Televisión; luego de ello fue parte de Malahierba de Francisco Lombardi, también para el mismo canal.
A través de los años noventa actuó en varias telenovelas, incluidas Los unos y los otros, Lluvia de arena y La rica Vicky, además de en la película La cuerda floja.
Volvió a la televisión en 2011 con la telenovela Ana Cristina, y el año siguiente en La Tayson, corazón rebelde. En estos últimos años se ha dedicado especialmente al teatro.
En 2022, ingresa a la serie Al fondo hay sitio como la adinerada matriarca Antonia Beltrán, quien se caracteriza por ser madre de Diego Montalban, y suegra de la empresaria Francesca Maldini.

## Filmografía

### Televisión
- El show de Tulio Loza (1980—1982)
- El dedo (1983)
- Yo amo a mi mujer (1984)
- Carmín (1985)
- Malahierba (1987)
- Nazca, más allá de una simple mirada
- Hombre de ley
- Los unos y los otros (1995) como Inés.
- Lluvia de arena (1997)
- La rica Vicky (1997) como Raquel "Raquelita".
- Milagros (2000—2001) como Micaela "Chela".
- El profe (2007)
- Mi problema con las mujeres (2007), Dos episodios como Mamá de José.
- Ana Cristina (2011) como Isabel "Chabela" Martinelli Vda. de De Ribera.
- La Tayson, corazón rebelde (2012) como Angélica Vda. de Del Prado.
- Mi amor, el wachimán (2012) como Marieta De La Valle.
- Lucas (2016)
- De vuelta al barrio (2019) como Margarita Zamudio.
- Al fondo hay sitio (2022) como Antonia Beltrán.

### Películas
- La familia Orozco (1980)
- La cuerda floja (1997)
- Muerto de amor (2002) como Madre de Mario.
- Dioses (2008) como Toti.
- Contracorriente (2009) como Sra. La Rosa.
- Tarata (2009) como Josefa.
- Cementerio General 2 (2015)
- La peor de mis bodas (2016)
- La peor de mis bodas 2 (2017)
- La restauración  (2018)

## Teatro
- La casa de Bernarda Alba (1977)
- Reina por un día
- Madre Coraje
- El que se fue a Barranco
- Calígula
- Mujer modelo para armar (1989)
- Azul resplandor (2005) como Blanca Estela Ramírez.
- Los ojos abiertos de ella (2006) como Ella.
- El misterio del ramo de rosas (2009)
- Solo si te quieres (2008) Dirección y producción.
- Los monólogos de la vagina (2010)
- Caperucita, un espectáculo feroz (2011)
- Eres tú pequeño (2013)
- Todos eran mis hijos (2014)
- La Cándida Eréndira y su abuela desalmada (2015)
- En lo mejor de mi vida (2015)
- Mrs. Klein (2016)
- Un día muy particular  ( 2017)
- Mi hijo solo camina un poco más lento (2019)
- La Golondrina (2019)